# Більський (Кармаскалинський район)
Бі́льський (рос. Бельский, башк. Бельский) — присілок у складі Кармаскалинського району Башкортостану, Росія. Входить до складу Сахаєвської сільської ради.
Населення — 407 осіб (2010; 496 в 2002).
Національний склад:
- татари — 42 %
- росіяни — 32 %